# 白山神社 (春日井市白山町)
白山神社（しらやまじんじゃ）は、愛知県春日井市白山町にある神社である。

## 祭神
祭神は伊弉冉尊、菊理姫命、大巳貴命。奈良時代、養老2年の配祭と伝わる（円福寺控え）。
境内社に神明社、日吉社、津島社、白山天神社、白山稲荷神社など。

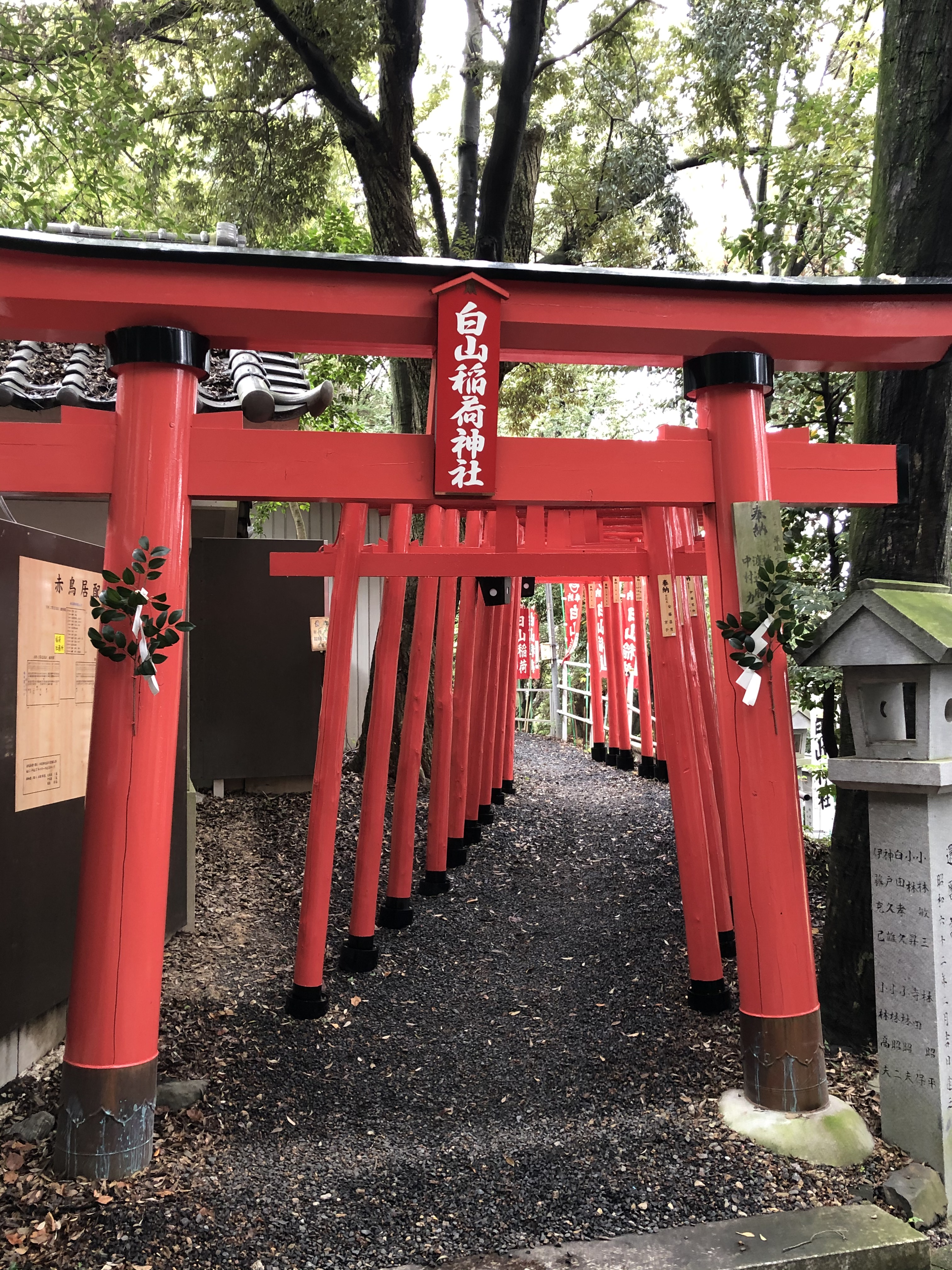
白山稲荷神社

## 交通アクセス
公共交通機関
JR中央本線 高蔵寺駅下車、北口にて路線バス（桃花台行き・内津神社行き・愛知県コロニー行きのいずれか）に乗り換え、「円福寺」バス停留所にて下車、徒歩で約5分。または高蔵寺駅より徒歩で約30分。
自家用自動車
東名高速道路・春日井インターチェンジが最寄り。駐車場10台。